# McLean (Nebraska)
McLean és una població dels Estats Units a l'estat de Nebraska. Segons el cens del 2000 tenia 38 habitants.

## Demografia
Segons el cens del 2000, McLean tenia 38 habitants, 18 habitatges, i 9 famílies. La densitat de població era de 163 habitants per km².
Dels 18 habitatges en un 33,3% hi vivien nens de menys de 18 anys, en un 44,4% hi vivien parelles casades, en un 0% dones solteres, i en un 50% no eren unitats familiars. En el 50% dels habitatges hi vivien persones soles el 22,2% de les quals corresponia a persones de 65 anys o més que vivien soles. El nombre mitjà de persones vivint en cada habitatge era de 2,11 i el nombre mitjà de persones que vivien en cada família era de 3,22.
Per edats la població es repartia de la següent manera: un 26,3% tenia menys de 18 anys, un 7,9% entre 18 i 24, un 26,3% entre 25 i 44, un 15,8% de 45 a 60 i un 23,7% 65 anys o més.
L'edat mediana era de 40 anys. Per cada 100 dones de 18 o més anys hi havia 100 homes.
La renda mediana per habitatge era de 27.292 $ i la renda mediana per família de 45.417 $. Els homes tenien una renda mediana de 26.750 $ mentre que les dones 28.750 $. La renda per capita de la població era de 17.225 $. Cap de les famílies estaven per davall del llindar de pobresa.

## Poblacions més properes
El següent diagrama mostra les poblacions més properes.